# Omareszal
Omareszal (perski: عمرشال) – wieś w Iranie, w ostanie Kurdystan. W 2006 roku miejscowość liczyła 239 mieszkańców w 44 rodzinach.